# 東方割齒喉盤魚
東方割齒喉盤魚，為輻鰭魚綱鱸形目喉盤魚亞目喉盤魚科割齿喉盘鱼属的其中一種，分布於中東太平洋的墨西哥海域，棲息深度可達8公尺，體長可達4公分，屬底棲性魚類，棲息在水淺的岩石海岸。